# Lieke Lambers
Lieke Lambers (Ommen, 7 juni 1993) is een Nederlands voetbalster die sinds de zomer van 2012 uitkomt voor PEC Zwolle dat uitkomt in de Women's BeNe League.

## Statistieken
| Seizoen | Club               | Land      | Competitie            | Wedstrijden | Doelpunten |
| ------- | ------------------ | --------- | --------------------- | ----------- | ---------- |
| 2010/11 | Beloften FC Twente | Nederland | Hoofdklasse           | 5           | 0          |
| 2011/12 | Beloften FC Twente | Nederland | Topklasse             | 0           | 0          |
| 2012/13 | PEC Zwolle         | Nederland | BeNe League Orange    | 3           | 0          |
| 2012/13 | PEC Zwolle         | Nederland | Women's BeNe League B | 1           | 0          |
| Totaal  | Totaal             | Totaal    | Totaal                | 9           | 0          |